# Хайнц, Йозеф (старший)
Йозеф Хайнц (старший) (нем. Joseph Heintz der Ältere; крещён 11 июня 1564, Базель — 15 октября 1609, Прага) — швейцарский рисовальщик, живописец и архитектор. «Рудольфинец» — работал в Праге придворным художником императора Рудольфа II Габсбурга.

## Биография
Йозеф Хайнц родился и учился в Базеле, Швейцария. Он получил раннее образование у отца, живописца и архитектора-каменщика. Его учителем живописи предположительно был Ганс Бок (не путать с писателем, поэтом и дипломатом Гансом Боком). Копировал произведения Ганса Гольбейна-младшего. В 1584—1589 годах Йозеф Хайнц жил и работал в Риме (за исключением 1587—1588 годов, проведённых в Венеции), где был учеником Ханса фон Аахена.Йозеф Хайнц. В Италии, Хайнц присоединился к кружку немецких и нидерландских художников в Риме «Перелётные птицы», или «Бент» (нидерл. bent — клуб, собрание, нидерл. Bent vogels — перелётные птицы, или нидерл. Bentvueghels — «птицы пера»). Он также изучал античное искусство и копировал картины художников эпохи Итальянского Возрождения, таких как Рафаэль, Микеланджело и Полидоро да Караваджо. В 1587 году он путешествовал по Флоренции и Венеции, копируя картины Тинторетто, Тициана и Паоло Веронезе.
С 1591 года жил в Праге, должности придворного живописца императора Священной Римской империи Рудольфа II Габсбурга. С 1598 по 1609 находился попеременно в Праге и в Аугсбурге. В Аугсбурге также работал архитектором, разрабатывая фасад строившегося в этом городе в стиле барокко «Оружейного дома» (Augsburger Zeughaus). Он также проектировал восточный фасад новой таможни Аугсбурга, основываясь на идеях отца и на современной архитектуре Рима, Венеции и Ломбардии. В 1602 году император пожаловал ему дворянское звание.
Скончался в Праге. Похоронен на кладбище костёла Иоанна Крестителя на Малой Стране в Праге. Сын живописца, Йозеф Хайнц Младший (1600—1678), был также известным художником, жил и работал в основном в Венеции. Написал несколько религиозных картин, но подписывал их также, как отец; некоторые из этих работ, которые ранее приписывали сыну, теперь считаются поздними произведениями отца.

## Творчество
Творчество Йозефа Хайнца Старшего обычно рассматривают в связи с искусством Ханса фон Аахена и влияниями итальянского маньеризма.
Картины Хайнца посвящены главным образом мифологическим, аллегорическим и религиозным темам. Сохранилось около пятидесяти картин и около ста эскизов и рисунков. Кроме работ в Аугсбурге, сохранились фрески работы Хайнца в базельском Доме танцев (Haus zum Tanz). В Риме, он вначале был известен в качестве копииста, затем писал по собственным темам, постепенно формируя оригинальный художественный стиль. Как портретист он стал выдающимся мастером «сценического», или «репрезентативного портрета, отвечающего разносторонним требованиям светского ритуала».
В отличие от других «рудольфинцев» Йозеф Хайнц писал не только сюжетные картины и портреты, но и отдал дань жанру «ню». «Его весёлое эротическое искусство отражало гедонистические настроения рудольфинского стиля, ассоциирующегося с французским рококо XVIII столетия».

## Галерея
- «Оружейный дом». Фасад. 1602—1607. Аугсбург
- Венера перед зеркалом. 1594. Бумага, итальянский карандаш, сангина. Центр Гетти, Лос-Анджелес
- Амур и Психея. Ок. 1605. Медь, масло. Дворец Шайцлер, Аугсбург
- Кающаяся Мария Магдалина. Холст, масло. Художественный музей Принстонского университета. Нью-Джерси, США
- Портрет императора Рудольфа II. 1594. Медь, масло. Музей истории искусств, Вена
- Сатиры и нимфы. 1599. Медь, масло. Старая Пинакотека, Мюнхен
- Мифологическая свадьба. 1609. Дерево, масло. Музей истории искусств, Вена
- Адонис, прощающийся с Венерой (вариант: Зевс и Каллисто). Медь, масло. Музей истории искусств, Вена
- Амур, затачивающий свой лук. Дерево, масло. Музей истории искусств, Вена
- Падение Фаэтона. 1596. Дерево, масло. Музей изобразительных искусств, Лейпциг
- Портрет эрцгерцогини Констанции Австрийской. 1604. Холст, масло. Институт искусств Стерлинга и Франсин Кларк. Вильямстаун, Массачусетс, США
- Похищение Прозерпины. Ок. 1595. Дерево, масло. Галерея старых мастеров, Дрезден
- Портрет императора Фердинанда II Габсбурга с придворным карликом. 1604. Холст, масло. Музей истории искусств, Вена